# Parthenon
Parthenon (grekiska: Παρθενών) är ett tempel på Akropolis i Aten, tillägnat gudinnan Athena som folket i Aten ansåg vara stadens beskyddare. 
Templet anses vara ett av de viktigaste exemplen på klassisk grekisk arkitektur och konst. Det byggdes mellan 447 f.Kr. och 438 f.Kr då själva byggnaden stod klar, finslipning och arbetet med statyer tog ytterligare cirka sex år och hela Parthenon stod därmed färdigt år 432 f.Kr, strax före Peloponnesiska kriget.
Arkitekten bakom Parthenon var Iktinos; byggmästare och entreprenör var Kallikrates. Ansvarig för utsmyckningar och stenhuggning var Fidias.

## Det äldre Parthenon
En grund för att skapa en byggnad som var ämnad att fira minnet av slaget vid Marathon skapades kort efter 490 f.Kr. Det tempel som  delvis byggts upp, känt som pre-Parthenon, utsattes för stora skador av perserna 480–479 f.Kr. under skövlingen av Aten. Efter förstörelsen av Akropolis dröjde det hela 30 år innan det nya Parthenon och resten av Akropolis började återuppbyggas. Det finns flera teorier kring att grekerna tog lång tid på sig att bygga upp platsen. En teori är Eden i Plataiai, enligt vilken grekerna ska ha lovat att vänta med att bygga upp ruinerna tills de besegrat perserna, medan en annan hävdar att dessa 30 år av väntan innebar ett slags sorgeperiod för grekerna samtidigt som själva avsaknaden av Akropolis stod som ett monument över persernas förstörelse. Trots förstörelsen 480 f.Kr. fanns en stabil plattform i kalksten kvar från det äldre Parthenon-templet som kunde användas som grund för det nya Parthenon. Plattformen modifierades, då de tidigare, långsmala proportionerna inte följde idealet som efterfrågades under denna period. Atenarna forslade bort stora mängder jord, sten, samt lämningar av skulptur- och byggnadsfragment efter persernas förödelse av Akropolis, den så kallade “Perserschutt”, även känt som "perser-grus." Innehållet i gruset användes för att återuppbygga Akropolis gamla cyklopiska mur och expandera den södra delen av höjden. Fragment av statyer och byggnader användes då allt inom en helgedom sågs som tillhörande guden som tillbads i den. Byggnader och gåvor blev asylia—de fick inte lämna helgedomen. Genom att återanvända gamla tempel, altare och votivgåvor för muren och plattformar förblir Athenas ägor i hennes helgedom.
De lämningar som grävdes ner har blivit en viktig källa för datering då allt deponerades efter persernas skövling år 480 f.Kr. Efter en omröstning 449 f.v.t. bestämmer man att anlägga ett nytt tempel på södra sidan av Akropolis. Den huvudsakliga kostnaden täcktes av tributerna från medlemsstaterna i det Delisk-Attiska sjöförbundet. År 450 eller 449 verkar Aten ha slutit fred med perserna, ibland kallad Kalliasfreden. Den femtioåriga konflikten var över och eden i Plataiai blev överflödig. Uppehållsperioden tog slut på 440-talet med Perikles byggnadsprogram och de röstade igenom byggandet av ett nytt tempel på södra sidan av Akropolis år 449 eller 447 f.Kr. Sjöförbundets kassa hade från början varit på ön Delos, men flyttades av strategós Perikles till Atens 454. Det var Perikles som övertygade folket att låta använda tributen till att bekosta stora delar av försköningen och upprustningen av Aten. Detta ses ofta som början på det Atenska imperiet.
Men användandet av Delisk-Attiska sjöförbundets tributer till att bygga upp Akropolis var inte utan opposition. Framförallt den aristokratiska klassen, ledd av Thukydides (son av Melesias), motsatte sig att pengar insamlade från póleis i sjöförbundet, avsedda till militärt försvar, användes till försköning av Aten.

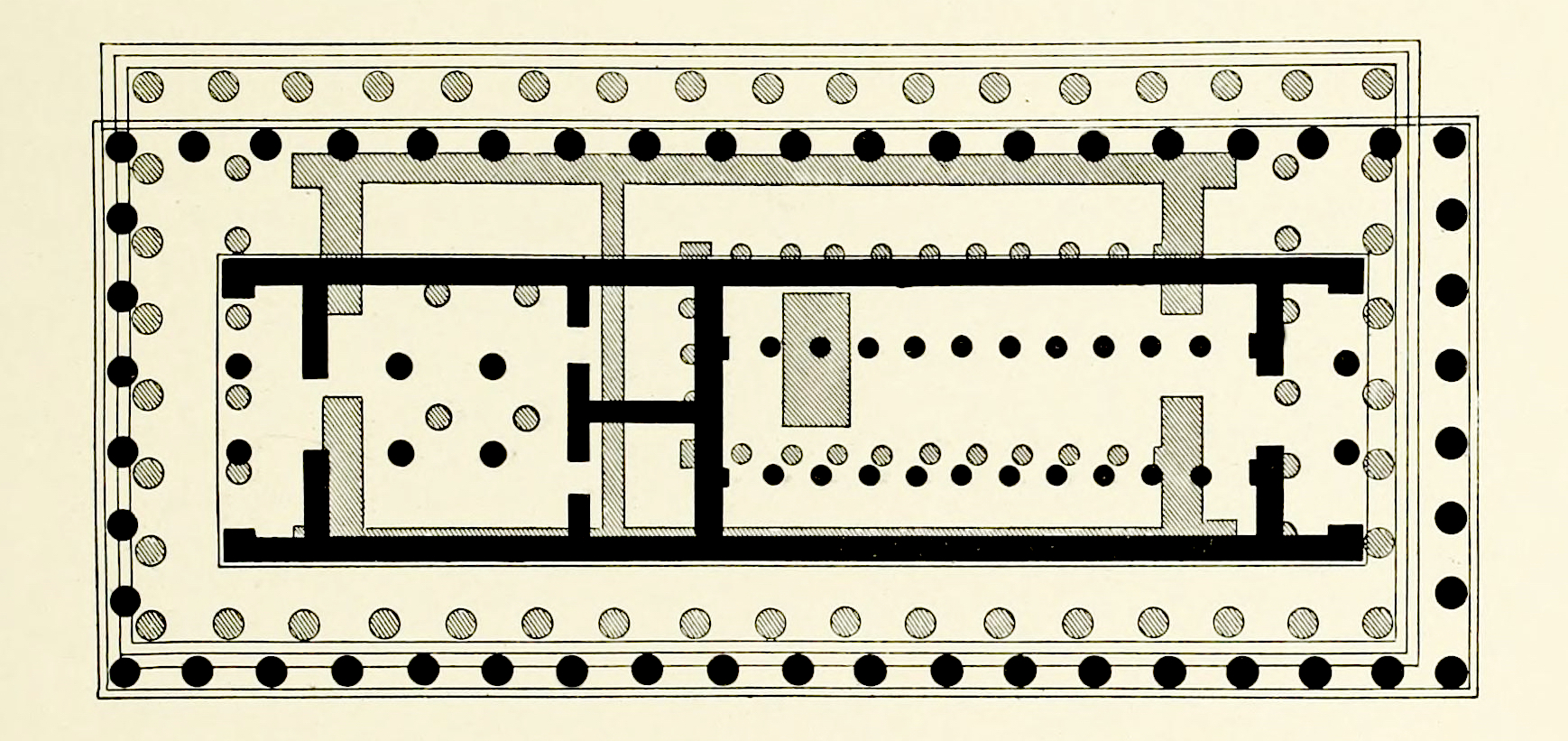
Planlösning över Parthenon och äldre Parthenon, äldre Parthenon betecknad i svart

## Funktion

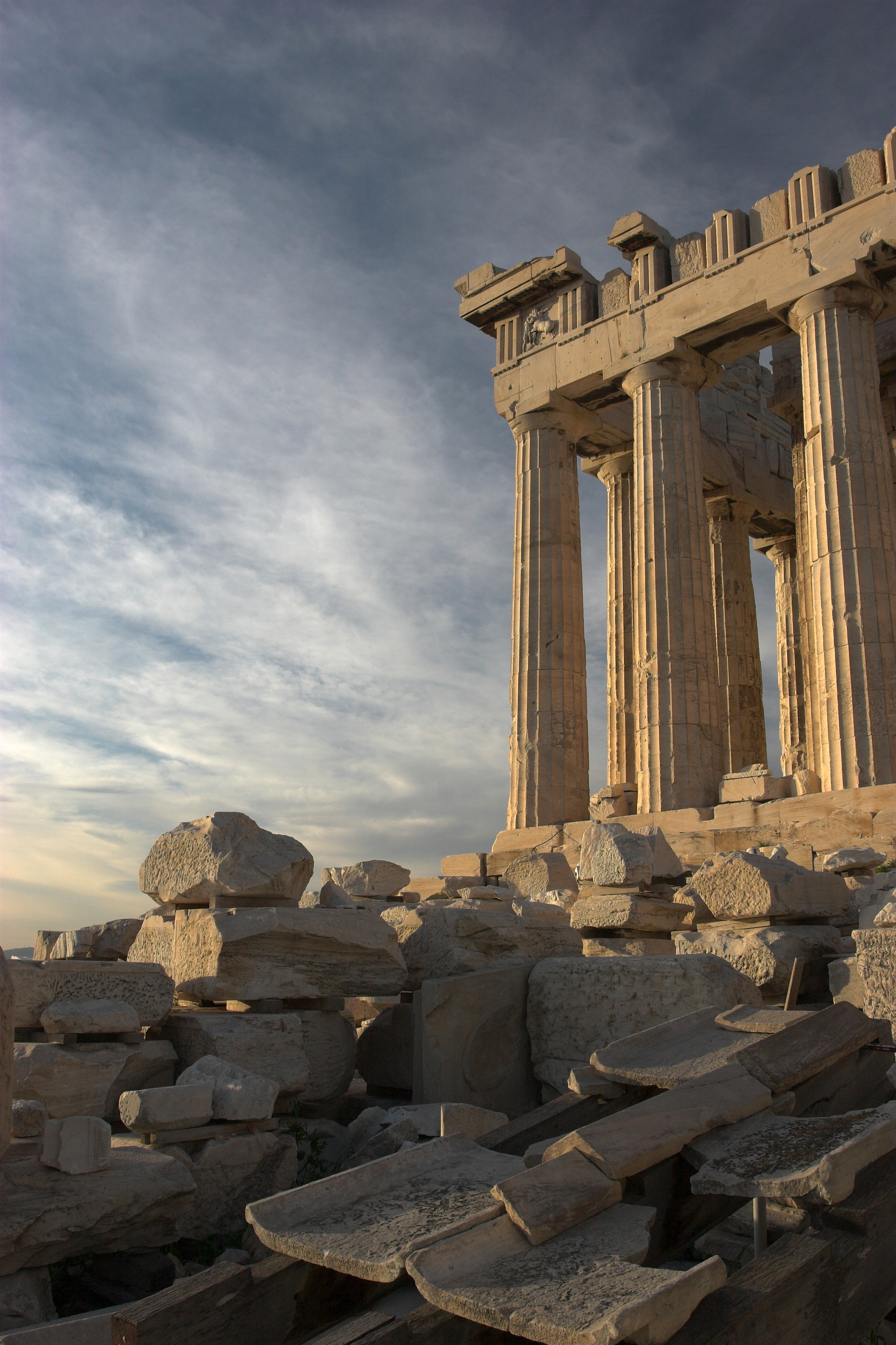
Parthenons södra del.

Arkitektoniskt är Parthenon ett tempel och innehöll tidigare den berömda statyn Athena Parthenos, skapad av Fidias, samt en skattkammare med offergåvor. Eftersom de ouraniska gudarna befann sig i himlen, måste deras altare vara utomhus, inte i en byggnad och täckta av ett tak och därför var altare i ett tempel en sällsynthet. Ett exempel är att Parthenon inte hyste den gamla kultstatyn, den stod sannolikt kvar i det gamla Athena Polias-templet, som sedan ersattes av templet Erechtheion år 409 f.kr. Det fanns inte heller några prästinnor i Parthenon. År 477 f.Kr. skapades det delisk-attiska sjöförbundet i syfte att finansiera en gemensam flotta som skydd mot perserna. I praktiken betalade medlemmarna en skatt till Aten som höll flottan. År 454/453 f.Kr. flyttades sjöförbundets skattkammare från Delos till Aten. Därmed ökade behovet av en säker skattkammare. Den naturliga platsen var Akropolis med sina skyddande murar och sin långa tradition av att förvara skatter i templen. Bland föremålen som förvarades i Parthenon fanns bland annat den monumentala Athena Parthenonstatyn. Den nio meter höga statyn, som avbildar Athena, var tillverkad i kryselefantisk teknik vilket innebär att den hade en stomme av trä med elfenben inlagt som hudpartier medan hår och kläder förgylldes med guld. Hon höll även i handen en 2 m hög guldbeklädd staty av segergudinnan Nike. Dessa statyer skulle förutom att vara helgedomar och representera Atens maktställning utgöra en valutareserv för staden. Vissa forskare menar att Parthenon endast användes som skattkammare. Denna åsikt, som lades fram i slutet av 1800-talet, har fått många anhängare. De flesta forskare anser dock fortfarande att byggnaden följer de definitioner av Walter Burkert anger för en grekisk helgedom bestående av temenos, altare och tempel med kultbilder (Burkert 1985 pp 84–92). Se Holzmann 2003 för en komplett recension av denna debatt.

## Arkitektur och dekor

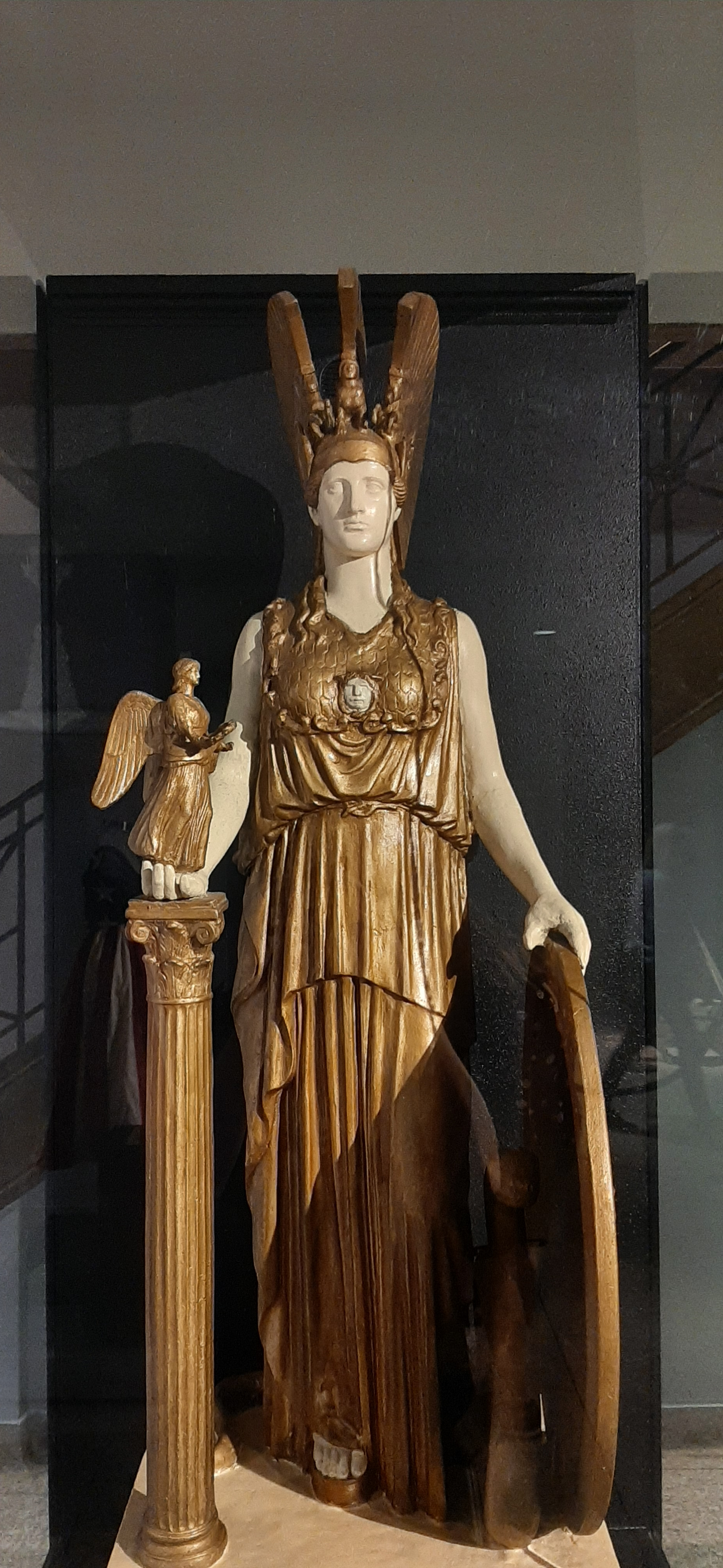
Skulptur av gudinnan Athena i Parthenon; Athena Parthenos

Parthenon är ett enastående byggnadsverk och är byggt helt av marmor. Grekerna var väldigt noga med att byggnader skulle se optiskt korrekta ut och inbringa harmoni i  betraktaren. Därför byggdes Parthenon inte i helt räta vinklar då detta hade sett skevt ut i förhållande till landskapet. Exempelvis, byggnadens kolonner, istället för att vara raka, lutar svagt inåt. Varje stenblock specialtillverkades för att passa in i just sin del av byggnaden, vilket innebar en allt högre kostnad för bygget. Cirka 9000 takpannor på Parthenon var gjorda i marmor och hade en total vikt på 350 ton.
Arkitekturmässigt är Parthenon en blandning av dorisk och jonisk ordning. Templet har 46 yttre kolonner, 17 på  långsidan och 8 på kortsidan, samt ytterligare 6 kolonner på vardera sida om templets två ingångar (prostyle). Dessa kolonner är utformade i dorisk ordning. De fyra inre kolonnerna i  templets västra rum däremot, är gjorda i jonisk ordning. Denna kombination av olika kolonnordningar gör att Parthenon templet är ofta beskrivet som ett doriskt tempel med joniska inslag. Ett annat exempel är i utsmyckningen av templet. Templet är utsmyckat av totalt 92 metoper, föreställande mytologiska och religiösa scener växlat med triglyfer som sträcker sig runt templets alla fyra sidor, vilket är typiskt för doriska tempel. Samtidigt finns det en jonisk fris som sträcker sig runt den yttre väggen av cellan.
Fidias var huvudskulptör under uppförandet av Parthenon och skapade bland annat den nio meter höga statyn av Athena klädd i guld och elfenben. Han översåg även den övriga dekorationen av templet som bestod av bland annat metoper, friser och pediment. Metoperna prydde templets fasad ovanför arkitraven. Metoperna i väst illustrerade ett slag mellan greker och amasoner; i norr illustrerades det trojanska kriget; i öst ett slag mellan de olympiska gudarna mot giganter och i syd ett slag mellan kentaurer och lapither. Dessa avbildningar kan vara mytologiska representationer av kampen mellan greker och perser under de Persiska krigen, följt Slaget vid Plataiai 479 f.Kr., då grekerna tycks jämföras med de gamla heroer som besegrat mäktiga fiender, trots de stora motgångarna i striderna. 
Ornament i grekiska tempel hade delvis en religiös och dekorativ funktion men även en politisk och ideologisk. Där mytologiska scener används som representationer för verkliga historiska händelser i syfte att inviga en känsla av patriotism. Parthenons fris, placerad runt cellan, har man länge trott illustrerar paraden under Panathenaia som var stadens största festival i Athenas ära. I regel illustrerar friser mytologiska scener och eftersom många element från festivalen inte avbildas så har det varit mycket omdiskuterat och det är oklart vad den faktiskt representerar. Exempelvis föreslår Joan B. Connelly att Parthenonfrisen ska referera till myten om kung Erechteus. Erechtheús åkte till Oraklet i Delphi för råd om hur han skulle vinna kriget mot Eumolpos, och fick rådet att offra sin yngsta dotter för stadens överlevnad. Frisen kan avbilda stunden innan detta offer sker. Pedimenten på templets kortsidor illustrerade Athena och Poseidons strid om  att bli Athens beskyddare (i väst) och Athenas födelse (i öst).

## Etymologi
Hur byggnaden fick namnet Parthenon är omdiskuterat. Ursprungligen kallades byggnaden Hekatompedos Naos (hundrafotstemplet) vilket också var namnet på huvudsalen (cellan). Byggnaden hade två rum till, det västra respektive det östra rummet. Dessa kan enligt inventeringslistor tolkas vara Pronaos och Parthenon. Ordet Parthenon har sitt ursprung i  Pharthenoi och betyder jungfrurum. I det västra rummet i grekiska tempel förvarades vanligtvis skatter och offergåvor. Det är sannolikt att man vid en brand 406/405 f.Kr. flyttade värdeföremål från Athena Polias västra rum Opistodomus till Parthenon. En förklaring till  namnet på byggnaden är att den därefter fick namnet Parthenon och att dess västra rum  övertog namnet Opistodomus. Det finns dock ingen entydig tolkning till hur byggnaden fick namnet Parthenon. En annan förklaring är att byggnaden skulle ha fått sitt namn efter Erechteus-myten, vilken berättar om hur Erechteus offrade sin yngsta dotter för att rädda Aten. Den offrade dotterns grav kom att kallas för parthenoi (jungfrur) och sägs ha varit belägen under det västra rummet av Parthenon-byggnaden. Med tiden kom hela byggnaden att kallas Parthenon. 

## Tidigare utgrävning
Rester av byggnader hittades vid de utgrävningar som gjordes 1885–1890 av Panagiotis Kavvadias. Dessa fynd gjorde att chefen på det tyska arkeologiska institutet, Wilhelm Dörpfeld, menade att det funnits en tidigare byggnad (av honom kallad Parthenon I eller gamla templet) men att det inte låg direkt under det nuvarande, som man tidigare hade trott. Kunskapen om detta äldre Parthenon och dess förstörelse var känd under Herodotos tid. Dörpfeld observerade att de tre stegen på det första Parthenon, det gamla templet, bestod av två steg av porös kalksten (samma som grunden) och att det övre steget bestod av karrha-kalksten som täcktes av det lägre steget av Perikles Parthenon. Denna plattform var mindre och låg lite norr om det slutliga, av det vi idag kallar, Parthenon vilket tydde på att det var byggd till en helt annan byggnad som nu helt hade täckts över.
De utgrävningar Bert Hodge Hill gjorde fick honom att föreslå att det funnits ett andra Parthenon under Kimon efter 468 f.Kr. Hill menade att karrha-kalkstenssteget som Dörpfeld trott varit det högsta på Parthenon i själva verket var det lägsta av tre steg på Parthenon II vars stylobatmått Hill beräknar 23,51x66,888 m. En svårighet med att datera det äldre Parthenon är att 1885 hade inte den arkeologiska metoden seriation helt utvecklats och slarvigt grävande och igenfyllning av platsen ledde till att mycket arkeologisk information gick förlorad. Ett försök att förstå sig på skärvorna upphittade på Akropolis kom i och med den två volymer tjocka studien Graef och Langlotz utkommen 1925–1933.
Detta inspirerade den amerikanske arkeologen William Bell Dinsmoor att försöka begränsa datumen för tempelplattformen och de fem murarna som dolde sig under den nyare terrassen på Akropolis. Dinsmoor kom fram till att det senaste möjliga datumet för Parthenon I inte var tidigare än 495 f.Kr., vilket motsade det Dörpfeld menat. Dinsmoor hävdar även att det aldrig funnits två för-Parthenon och det enda tempel som funnits där före Perikles tid var det som Dörpfeld kallade Parthenon II byggt före den persiska invasionen. Dinsmoor och Dörpfeld utbytte synpunkter i American Journal of Archaeology år 1935.

## Parthenon efter 300-talet e.Kr.
Parthenon bevarades som den antika grekiska religionens viktigaste tempel i nära tusen år. Det var säkert intakt på 300-talet e.Kr., då det var lika gammalt som  Notre Dame i Paris är nu, och betydligt äldre än vad Peterskyrkan i Rom är. Vid denna tid var dock Aten inte mer än en provinsstad i romarriket, om än med ett storslaget förflutet. Templet torde ha stängts senast under förföljelserna av hedningarna vid kristendomens införande på 300- eller 400-talet. Någon gång under 400-talet försvann den stora Athenastatyn, än idag är det ett mysterium vart den tagit vägen. Det finns teorier om att den blivit förstörd, medan andra säger att den blivit stulen och nedsmält på grund av utsmyckningarna av guld som prydde statyn. Om den finns kvar eller är förstörd är fortfarande ett mysterium, precis som dess placering.
Parthenon blev därefter konverterad till en kristen kyrka under det sista årtiondet av det femte seklet e.Kr.  Under bysantinsk tid var den Theotokos (Jungfru Maria) kyrka, och under det latinska riket var den en katolsk vårfrukyrka. I och med detta avlägsnades de inre pelarna och några av helgedomens inre väggar, och en absid uppfördes i den östra delen. Detta ledde oundvikligen till borttagande och skingring av vissa statyer. De som föreställde grekiska gudar togs troligtvis bort avsiktligt och kan ha förstörts under förföljelserna av hedningarna.
1456 föll Aten i Osmanska rikets händer och Parthenon konverterades igen, denna gång till moské. Osmanerna var vanligtvis respektfulla gentemot antika monument i sina områden och förstörde inte avsiktligen Atens fornminnen, men de gjorde heller inget för att skydda dem. Under krigstider användes en del av dem för att bygga murar och befästningar. En minaret uppfördes vid Parthenon, men annars var inget annat förstört. Europeiska besökare kunde under 1600-talet vittna om att byggnaden var bevarad i stort sett oskadd.

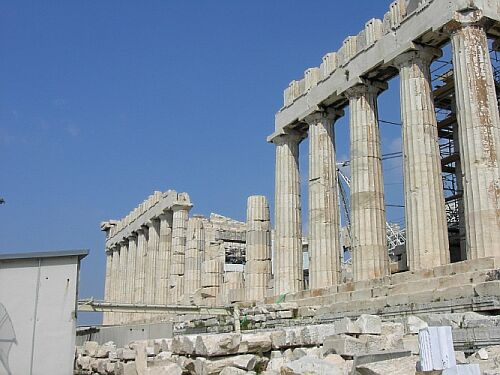
Parthenons södra del, med avsevärda skador från explosionen 1687

1687 drabbades Parthenon mycket hårt då Aten attackerades av venetier som en följd av det Stora turkiska kriget. Osmanerna befäste Akropolis och använde Parthenon som krutmagasin. Den 26 september samma år bombarderade artilleri, under den svensk-tyske fältmarskalken Otto Wilhelm Königsmarcks befäl, byggnaden och den exploderade delvis. Den inre strukturen förstördes, vad som var kvar av taket föll samman och några av pelarna, huvudsakligen på sydsidan, höggs av. Skulpturer föll till marken, och delar av dem såldes senare som souvenirer. Efter detta byggdes en moské under 1700-talet i Parthenon-ruinen.

## Parthenon i modern och tidigmodern historia
En av de första avbildningarna av Parthenonfrisen innan Parthenons förstörelse år 1687 gjordes av konstnären Jacques Carrey år 1674. Dessa ritningar har bidragit till att vi idag vet hur Parthenonfrisen var konstruerad innan dess förstörelse. Under slutet av 1700-talet besökte många européer Aten, konstnärer målade och tecknade av Parthenons bildsköna ruiner, vilket var en bidragande orsak till att många i Storbritannien och Frankrike började göra sina röster hörda för grekisk självständighet. 1801 fick den brittiske ambassadören i Konstantinopel, Earl av Elgin, tillåtelse från sultanen att göra ritningar över Akropolis fornminnen och förstöra senare byggnader om det var nödvändigt för att beskåda fornminnena och att flytta några av skulpturerna. Han tog detta som en tillåtelse att samla ihop alla skulpturer han kunde hitta. Några rövades från byggnaderna, några från marken och några köpte han av lokalbefolkningen.
Idag finns dessa i British Museum, där kända som the Elgin Marbles. Andra skulpturer från Parthenon finns i Louvren i Paris och i Köpenhamn. Större delen av återstoden finns dock i Akropolismuseet, som ligger några meter sydöst om Parthenon. Några få kan fortfarande ses på själva byggnaden. Den grekiska regeringen har under många år försökt att få British Museum att återlämna skulpturerna till Grekland. British Museum har vägrat och den brittiska regeringen har visat sig ovillig att tvinga museet att göra det via lagstiftning.

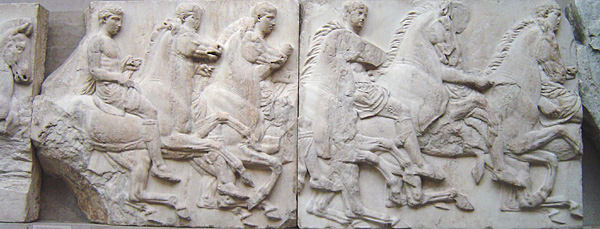
Skulpturer från Parthenon, som nu finns på British Museum

Då det självständiga Grekland fick fullständig myndighet över Aten 1832, avlägsnades minareten såväl som alla medeltida och moderna byggnader. Området skyddades av de grekiska myndigheterna som ett historiskt område. Idag vandrar miljoner turister årligen uppför Panathenaiska vägen, genom de renoverade Propyléerna för att till slut nå Parthenon.
Parthenons största hot idag är miljöfaktorer. Aten har vuxit mycket sedan andra världskriget och har stora problem med trafik och luftföroreningar. Vibrationer från Atens trafik hotar Parthenons grund och surt regn orsakar korrosion av templet och skulpturernas marmor. Under de senaste tjugo åren har de grekiska myndigheterna och staden Aten kommit en bit på väg i dessa frågor, men Parthenons framtid är fortfarande osäker.
Parthenon är en av världens mest berömda byggnader, snart 2500 år gammal, och hela Akropolis togs upp på Unescos världsarvslista 1987.